# Asociación Internacional de Maratones y Carreras de Distancia
La Asociación Internacional de Maratones y Carreras de Distancia, también conocida por sus siglas en inglés AIMS (Association of International Marathons and Distance Races), es una asociación de carreras de larga distancia. Fue fundada originalmente en 1982 durante un encuentro en Londres de directores de carrera de maratones, pero su ámbito se amplió en 1986 para incluir todas las carreras sobre tierra. En junio de 2009 más de 270 organizaciones de carreras pertenecían a la asociación.

## Objetivos
Según la propia asociación, sus objetivos son los siguientes:
1. fomentar y promover las carreras de distancia larga en el mundo;
2. trabajar junto a la Asociación Internacional de Federaciones de Atletismo en todos los asuntos relacionados con las carreras de cross internacionales
3. intercambiar información, conocimiento y experiencia entre los miembros de la asociación.

## Medidas de las carreras y récords del mundo
AIMS trabaja junto con la WORLD ATHLETIC para asegurar que los registros que se realizan son correctos. Todas las carreras de la AIMS deben ser cronometradas por un representante de la AIMS/WA. Además, para que se reconozca un récord del mundo por parte de la IAAF, han de cumplirse una serie de requisitos, algunos de los cuales son:
- la salida no puede estar a más de un metro sobre el nivel de la llegada por kilómetro de longitud
- la distancia entre salida y llegada no puede ser más del 50% de la longitud de la carrera

La segunda condición busca asegurar que una carrera no se diseñe para verse favorecida por el viento de forma considerable, pero no se aplica al registro de tiempos para la clasificación a los juegos olímpicos.
Todas las carreras que han obtenido la IAAF Road Race Label Events han sido sujetas a los estándares de medición de la AIMS/IAAF.